# Хумболт (река)
Вижте пояснителната страница за други значения на Хъмбоулт.
Хумболт (на английски: Humboldt River) е река в западната част на САЩ, в северната част на щата Невада, най-голямата река в страната и в Северна Америка, течаща през вътрешни безотточни области (Големия басейн) Дължината ѝ е 531 km, а площта на водосборния басейн – 42 994 km².
Река Хумболт води началото си на 1710 m н.в., от западния склон на хребета Източен Хумболт, в района на град Уелс, окръг Елко, в североизточната част на щата Невада. По цялото си протежение има планински характер, като тече по полупустинни, сухи и слабо населени райони. В горното си течение, до каньона Палисайд (между хребетите Тускарора на север и Шошоне на юг) има предимно югозападна посока. В средното си течение тече на запад и северозапад, а в долното (след град Уинемука) – на югозапад. Влива се в пресъхващото езеро Хумболт, разположено на 1185 m н.в., на около 32 km югозападно от град Лъвлок, в окръг Пършинг, в западната част на щата Невада.
Водосборният басейн на река Хумболт обхваща площ от 42 994 km², като на изток, юг, запад и северозапад той граничи с водосборните басейни на множество други малки реки, завършващи в безотточни езера или котловини в Големия басейн. На североизток граничи с водосборния басейн на река Колумбия. Основни притоци: Рийс Ривър (291 km, ляв), Северна Хумболт (110 km, десен)..
Река Хумболт има предимно дъждовно подхранване с ясно изразено пълноводие от декември до май, а през останалото време от годината оттокът ѝ е минимален, като в някои участъци пресъхва или има подземно течение. Среден годишен отток в долното течение 11 m³/s, минимален 0 m³/s, максимален 480 m³/s. В долното ѝ течение е изграден язовира „Рей Патч“, водите на който се използват основно за напояване. По цялото протежение на реката преминават участъци от Междущатска магистрала 80 и Първата трансконтинентална жп линия в САЩ. По долината ѝ са разположени градовете: Уелс, Елко, Батън Маунтин, Уинемука, Лъвлок.